# Drum național 29D
Der Drum național 29D (rumänisch für „Nationalstraße 29D“, kurz DN29D) ist eine Hauptstraße in Rumänien.

## Verlauf
Die Straße nimmt in Botoșani am Drum național 29 (Europastraße 58) ihren Ausgang und verläuft nach Osten über das Dorf Silișcani und Trușești nach Ștefănești, wo sie auf Drum național 24C trifft und an diesem endet. 4 km weiter nördlich zweigt in dem Dorf Stânca der Drum național 29E zur Republik Moldau ab.
Die Länge der Straße beträgt rund 48 km.